# Francisco Durrio
Francisco "Paco" Durrio de Madrón (Valladolid, 1868-París, 1940) fue un escultor, diseñador de joyas y ceramista español. Su obra participa de las corrientes simbolistas y está encuadrada en el modernismo.

## Biografía
Trasladado muy joven a Bilbao, estudió en la Escuela de Artes y Oficios del barrio de  Atxuri y en el taller de Antonio Lecuona hasta que, en 1881 viajó a Madrid para trabajar en el taller del escultor Justo de Gandarias en la Ronda de Atocha. 
Tras concluir sus estudios en la Academia de Bellas Artes de San Fernando, en 1888 se estableció en París uniéndose al grupo de artistas de vanguardia liderados por Paul Gauguin. De su amistad con Gauguin, da prueba el hecho de que el francés le dejara sus obras cuando se fue a Martinica. También fue amigo de Picasso que llegaría a regalarle la Holandesa con cofia y el Muchacho con jarro, antes de que una discusión sobre cubismo les separara para siempre.

## Obras de escultura y arquitectura
- Cabeza de joven.

Cabeza de bronce de un indígena de aire tahitiano. Obra de juventud influida por Gauguin.
- Templo de la Victoria (1920).

Maqueta realizada con motivo de un concurso para un templo conmemorativo de la Victoria de los Aliados en la Primera Guerra Mundial y que no se llegó a realizar, pero por la que recibió el Premio y la Roseta de Caballero de Honor. Estaba expuesta en el museo del ejército que fue bombardeado en la Segunda Guerra Mundial y desapareció. Gran diseño arquitectónico evocando mausoleos egipcios y arquitectura hindú. Para todo este macroedificio, los suelos estarían cubiertos por mosaicos de suelo pompeyano.
- Tumba de la familia Cosme Echevarrieta 1903-1923.

Mausoleo en el cementerio de Guecho que tardó veinte años en acabar. Obra de estética simbólista. Una especie de mastaba con escalera de bajada a los infiernos. La escalera que lleva a la cripta queda interrumpida por la puerta, diseñada también por él, con una fina trama que representa una tela de araña, donde hay unas mariposas prendidas. Una vez que se flanquea la puerta, la cripta está presidida por la figura estilizada y cubierta con túnica de un San Cosme, de mármol . Ojos que contemplan la calavera. Figura de 1,36 cm. Pequeña. Más tarde se hizo una réplica en bronce. Tiene un mosaico romano en el suelo, idea recuperada del proyecto para el Templo de la Victoria.
- Monumento a Juan Crisóstomo Arriaga (1906-1933)

En 1905, y con motivo del aniversario de Crisóstomo de Arriaga (1806-1826), se convocó en Bilbao un concurso para erigirle monumento al ilustre músico vasco. El primer premio recayó en Paco Durrio, el segundo en Nemesio Mogrobejo y el tercero en Quintín de la Torre.

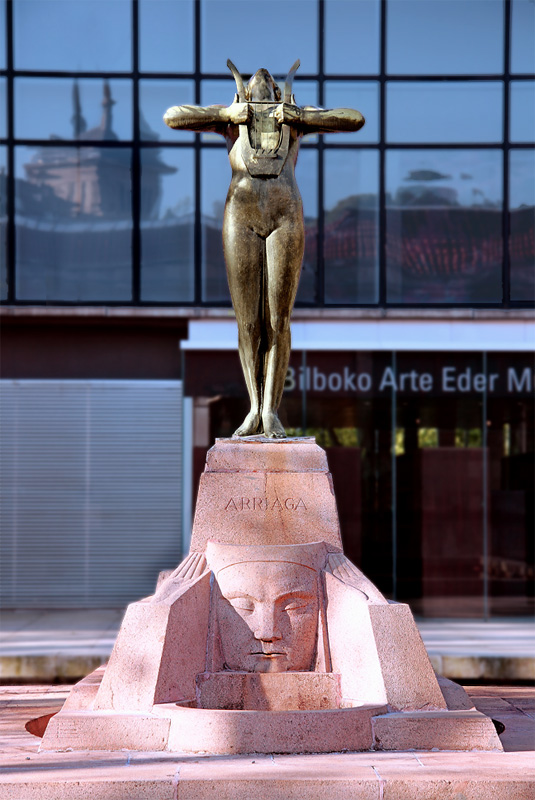
Monumento a Arriaga ante el Museo de Bellas Artes de Bilbao

Durrió eligió el recurso alegórico convencional: no aparece Arriaga, sino lo que simboliza, la música, encarnada en una mujer desnuda con una lira en el pecho.
El jurado aceptó el proyecto de Durrio, a pesar de haber sido presentado fuera de plazo, y le dio el primer premio, con un plazo de presentación de quince meses, hasta marzo de 1906. Durrio se había ido a París, y en 1909 y, ante el retraso, el alcalde de Bilbao le dio como fecha límite de entrega, 1910. En 1911 llegó el pedestal y el modelo, aunque no el definitivo. En 1912 recibió otro ultimátum del alcalde, al que Durrio contestaría en 1913 diciendo que solo le había dado 3500 pesetas y ya se había gastado quince mil en el proyecto .
En 1931 el Ayuntamiento bilbaíno encargó a la Comisión de Jardines que instalaran cualquier monumento. La Asociación de Artistas Vascos se indigna ante lo que juzgan un atropello hacia el artista, que llevaba años trabajando en el monumento, y el Ayuntamiento accede a dar a Durrio 15.000 pesetas y un nuevo plazo.
La primera piedra se colocó en 1906 en el Paseo del Campo de Volantín, pero debido a las demoras el lugar es ocupado con edificios, y el monumento termina erigiéndose en la pérgola del Parque en 1933. En 1940, durante la dictadura de Francisco Franco, la obra fue retirada por considerarse desnudo inmoral, aunque la verdadera razón era la ideología del artista. En su lugar se instaló una mujer vestida, obra del escultor Enrique Barros, que permaneció en este lugar hasta 1975.
- Estación central de Milán.

El mismo concepto con tratamiento posterior.

## Joyas  y cerámicas
Paco Durrio llegó a París cuando la orfebrería comenzaba a tener auge con las figuras de Alphonse Mucha y René Lalique. El escultor estuvo en contacto con ellos y llegó a exponer sus obras, joyería escultórica de estética modernista  estilizada con formas vegetales y animales. Realizaciones en plata, como bajorrelieves, algunas en oro pero menos frecuentes. La mayoría son de plata oxidada o ennegrecida, sin piedras preciosas ni otros elementos (colgantes, broches, hebillas, anillos). Le gustaba la representación de Cleopatra o Adan y Eva con sus respectivas serpientes. También los motivos orientales con doble representación: dos grullas, dos caras que se entremezclan, dos manos que cierran la curva.
Joyas de Durrio se conservan en el Museo Reina Sofía de Madrid, y en el Museo de Bellas Artes de Bilbao, para el que fueron adquiridas en 1942, siendo director Juan de la Encina.
- Anillos de oro

Rostros ocultos con las manos de diferentes versiones. Piezas de enorme rotundidad.
- Aguabenditera

Pila bautismal en latón y cerámica, en la que aparece un rostro con cara de animal similar a un sapo.
- Cerámica vidriada

Durrio dedicó los últimos años de su vida a hacer mezclas de colores muy vivos. Entre las obras hay una Cabeza de Cristo con el nimbo y en otra una alegoría del mundo primitivo en la que parece recuperar las tesis de Gauguin.
- Sueño de Eva

Figura de cerámica de estética modernista y formas rotundas que recuerdan a Rodin.